# Kenroku-en
Kenroku-en (兼六園, Vrt šestih lastnosti) v Kanazavi, prefektura Išikava, Japonska, je star zasebni vrt / park. Poleg Kairaku-en in Koraku-en je Kenroku-en eden od treh velikih vrtov Japonske. Odprt je vse leto, razen od 29. decembra do 3. januarja podnevi in slovi po svoji lepoti v vseh letnih časih.

## Zgodovina
Kenroku-en je od leta 1620 do 1840 razvijal klan Maeda, daimjoji, ki je so vladali nekdanji domeni Kaga.
Medtem ko je datum začetnega razvoja vrta, ki je postal znan kot Kenroku-en, precej nejasen, lahko eno različico izvora vrta morda označimo z dokončanjem vodnega kanala Tacumi leta 1632 s strani Maede Tošicune, tretjega daimjōja močnega klana Maeda in vladarja domene Kaga med letoma 1605 do 1639, saj je bila ta značilnost kasneje leta 1822 vključena v ustvarjanje zavitih vodnih poti v vrtu leta.
Nasprotno pa je v drugih različicah nastanka vrta »rečeno, da je nastal, ko je 5. daimjo Cunanori [vladal 1645–1723] zgradil [leta 1676] hišo Renčiočin na pobočju, ki gleda na grad Kanazava in ji dal vrt z imenom Renčitei«, se piše tudi Renči-tei, kar pomeni »lotosov ribnik«.
O Renčiteiju v letih po tem, ko je bil poimenovan, ni veliko znanega, predvsem zato, ker je okoli osemdeset let po nastanku skoraj celoten vrt uničil ogromen požar leta 1759. Vendar pa je iz dokumentov tega obdobja znano, da so pred požarom vrt pogosto uporabljali in v njem uživali zaporedni gospodje in podložniki za »različne banketne priložnosti, kot je opazovanje lune ... uživanje v pisanih javorjih« in za občudovanje konjev. Poleg tega lokalna legenda nakazuje, da sveti vodnjak Kenroku-en – verjetno najstarejši predmet v vrtu, če je legenda resnična – nakazuje, da:
Pred 1200 leti se je kmet po imenu Togoro ustavil pri vodnjaku, da bi opral svoj krompir. Nenadoma so iz vodnjaka začeli brbotati kosmi zlata, po čemer je Kanazava – kar pomeni »zlato močvirje« – dobilo ime. Voda iz vodnjaka teče v čistilni bazen v bližnjem šintoističnem svetišču in veliko ljudi prihaja k Svetemu vodnjaku po vodo za čajno slovesnost.
Čajnica Šigure-tei – zgrajena leta 1725 – je čudežno preživela požar leta 1759 in ponuja dokaze, da ni bila le čajna slovesnost prisotna pred požarom, ampak, kar je še pomembneje, kultura, povezana s tem dodelanim ritualom, saj je imel pomemben vpliv na oblikovanje vrta. Po požaru so čajnico še naprej uporabljali in je bila v obdobju Meidži popolnoma obnovljena. Še danes jo je mogoče videti v delu vrta Renčitei.
Drug predmet, ki je obstajal v vrtu ali okoli njega pred požarom leta 1759, je bila pagoda Kaisekito, ki je trenutno v vrtu Kenroku-en na otoku blizu središča ribnika Hisago-ike. Ne samo, da je ta predmet zelo zanimiv zaradi teorij, ki kažejo na njegov izvor, ampak zahteva tudi dodatno obravnavo zaradi dejstva, da ga je »postavil tretji gospodar Tošicune«, ki je živel od 1594 do 1658, kot zagotavlja dokaz, da je morda izpred prvotne ustanovitve vrta Renčitei. Seveda je to odvisno od interpretacije o tem, kdaj je bil vrt prvotno ustvarjen, skupaj z dvema teorijama o njegovem izvoru. Prva teorija nakazuje, da je bil prej del »13-nivojske pagode, ki je bila nekoč na vrtu Gjokusen-in v gradu Kanazava«. Druga teorija je nekoliko bolj zanimiva od prve, saj nakazuje, da je pagodo »iz Koreje prinesel Kato Kijomasa, ko se je vrnil iz tamkajšnjega vojaškega vdora in da je bila predstavljena Tojotomi Hidejošiju, nato pa jo je posredoval prvemu gospodarju [Maeda] Tošiie«. Ker so se ti vojaški vpadi Kata Kijomase verjetno zgodili med letoma 1592 in 1598 in ker je Hidejoši umrl leta 1598, lahko trdimo, da je druga teorija resnična, potem je pagoda verjetno prišla na Japonsko in v roke Maede Tošiie med letoma 1592 in 1598. Poleg tega bi lahko bili obe teoriji o njenem izvoru resnični, za kar bi lahko trdili, da vodi do tretje teorije o izvoru pagode. Morda je Maeda Tošiie od Hidejošija prejel 13-nadstropno pagodo, jo postavil na vrt Gjokusen-in v gradu Kanazava, kasnejši daimjo pa je pagodo postavil tja, kjer stoji danes v sedanji obliki. Ker pa ni nobenih dokazov, ki bi kazali na to tretjo teorijo, te trditve ni mogoče utemeljiti.
Vrt je zunaj vrat gradu Kanazava, kjer je prvotno tvoril zunanji vrt, in pokriva 114.436,65 m2. Začelo se je leta 1676, ko je 5. daimgō Maeda Cunanori svojo upravo preselil na grad in začel v bližini urejati vrt. Ta vrt pa je leta 1759 uničil požar.
Obnovo vrta je leta 1774 začel 11. daimjō Harunaga, ki je ustvaril Smaragdni slap (Midori-taki) in čajnico Jugao-tei. Izboljšave so se nadaljevale leta 1822, ko je 12. daimjō Narinaga ustvaril vrtne vijugaste potoke z vodo, črpano iz vodne poti Tacumi. 13. daimjō Narijasu je nato dodal več potokov in razširil ribnik Kasumi. S tem je bila današnja oblika vrta popolna. Vrt je bil odprt za javnost od 7. maja 1874.
Vrt je na zahtevo Narinage poimenoval Macudaira Sadanobu. Njegovo ime je izpeljano iz »Kronike slavnih vrtov Luojang« (洛陽名園記), knjige kitajskega pesnika Li Gefeija (李格非) in pomeni šest atributov popolne pokrajine: prostornost, osamljenost, izumetničenost, starodavnost , vodne poti in panorame.

## Lastnosti
Kenroku-en vsebuje približno 8750 dreves in skupaj 183 vrst rastlin. Med zanimivostmi vrta so:
- najstarejši vodnjak na Japonskem, ki deluje na naravni vodni pritisk.[9]
- Jūgao-tei, čajnica, najstarejša stavba na vrtu, zgrajena 1774
- Šigure-tei, hiša za počitek, ki jo je prvotno zgradil 5. gospodar Cunanori, rekonstruirana na sedanji lokaciji leta 2000
- Bor Karasaki, ki ga je iz semena posadil 13. gospodar Narijasu iz Karasakija, blizu jezera Biva.
- Kotodži-tōrō, kamnita svetilka z dvema nogama, naj bi spominjala na most na kotu. Ta svetilka je simbol Kenroku-ena in Kanazave.
- Most letečih gosi (Gankō-baši), narejen iz enajstih rdečih kamnov, postavljenih tako, da spominjajo na gosi v leteči formaciji
- Pagoda Kaiseki, ki naj bi jo Maedi podaril Tojotomi Hidejoši

Pozimi je park znan po vrveh jukicuri — vrveh, pritrjenih v stožčastem nizu, ki skrbno podpirajo drevesne veje v želeni postavitvi in tako ščitijo drevesa pred poškodbami, ki jih povzroči močno sneženje.

## Galerija
- Jesenska podoba ribnika Kasumi in svetilke Kotoji-tōrō.
- Zimska podoba ribnika Kasumi in svetilke Kotoji-tōrō.
- Svetilka
- Pot in vodna pot, sredina novembra.
- Kenroku-en prekrit s snegom.
- Čajnica Uchihashi-tei, ribnik Kasumi, začetek maja.
- Fontana, sredina novembra.
- Pogled s Cvetličnega mostu, začetek maja.
- Most letečih gosi
- Kip Yamato Takeru
- Bori in luči
- Koi se tepejo v upanju na hrano.
- Nekaj izbranih prizorov iz notranjosti parka, 2012